# Artour Oktiabriov
Artour Sergueïevitch Oktiabriov - en russe : Артур Сергеевич Октябрёв et en anglais : Artur Oktyabrev - (né le 26 novembre 1973 à Irkoutsk en URSS) est un joueur professionnel russe de hockey sur glace devenu entraîneur.

## Carrière de joueur
En 1991, il commence sa carrière avec le HK CSKA Moscou dans l'élite russe. Il est choisi en 1992 au cours du repêchage d'entrée dans la Ligue nationale de hockey par les Jets de Winnipeg en 8e ronde, en 155e position.
De 1995 à 1996, il part en Amérique du Nord et est assigné au club-école du Crunch de Syracuse dans la Ligue américaine de hockey. Avec le Lada Togliatti, il remporte la Coupe d'Europe 1996-1997. Il rejoint le Severstal Tcherepovets en 2003. Il met un terme à sa carrière en 2005 après quelques matchs avec le Molot Prikamie Perm.

## Carrière internationale
Il a représenté la Russie En équipe nationale.

## Statistiques

### En club
| Saison    | Équipe                 | Ligue     |    | Saison régulière | Saison régulière | Saison régulière | Saison régulière | Saison régulière |    | Séries éliminatoires | Séries éliminatoires | Séries éliminatoires | Séries éliminatoires | Séries éliminatoires |
| Saison    | Équipe                 | Ligue     | PJ | B                | A                | Pts              | Pun              | PJ               | B  | A                    | Pts                  | Pun                  |                      |                      |
| 1991-1992 | CSKA Moscou            | Superliga | 30 | 1                | 2                | 3                | 14               |                  |    |                      |                      |                      |                      |                      |
| 1992-1993 | CSKA Moscou            | Superliga | 41 | 0                | 5                | 5                | 44               |                  |    |                      |                      |                      |                      |                      |
| 1993-1994 | Russian Penguins       | LIH       | 10 | 0                | 2                | 2                | 12               | --               | -- | --                   | --                   | --                   |                      |                      |
| 1993-1994 | CSKA Moscou            | Superliga | 45 | 1                | 1                | 2                | 46               |                  |    |                      |                      |                      |                      |                      |
| 1994-1995 | CSKA Moscou            | Superliga | 46 | 1                | 3                | 4                | 36               | --               | -- | --                   | --                   | --                   |                      |                      |
| 1994-1995 | Crunch de Syracuse     | LAH       | 7  | 1                | 1                | 2                | 2                | --               | -- | --                   | --                   | --                   |                      |                      |
| 1995-1996 | Crunch de Syracuse     | LAH       | 62 | 3                | 16               | 19               | 69               | 3                | 0  | 0                    | 0                    | 2                    |                      |                      |
| 1996-1997 | Lada Togliatti         | Superliga | 32 | 0                | 6                | 6                | 18               |                  |    |                      |                      |                      |                      |                      |
| 1997-1998 | Lada Togliatti         | Superliga | 28 | 3                | 3                | 6                | 40               |                  |    |                      |                      |                      |                      |                      |
| 1998-1999 | Lada Togliatti         | Superliga | 35 | 1                | 7                | 8                | 86               | 7                | 1  | 2                    | 3                    | 4                    |                      |                      |
| 1999-2000 | Lada Togliatti         | Superliga | 34 | 3                | 6                | 9                | 56               |                  |    |                      |                      |                      |                      |                      |
| 2000-2001 | Severstal Tcherepovets | Superliga | 43 | 2                | 4                | 6                | 32               |                  |    |                      |                      |                      |                      |                      |
| 2001-2002 | Lada Togliatti         | Superliga | 39 | 3                | 1                | 4                | 60               |                  |    |                      |                      |                      |                      |                      |
| 2002-2003 | Lada Togliatti         | Superliga | 41 | 1                | 3                | 4                | 20               | 10               | 2  | 0                    | 2                    | 6                    |                      |                      |
| 2003-2004 | Severstal Tcherepovets | Superliga | 42 | 0                | 2                | 2                | 30               | --               | -- | --                   | --                   | --                   |                      |                      |
| 2004-2005 | Severstal Tcherepovets | Superliga | 1  | 0                | 0                | 0                | 2                | --               | -- | --                   | --                   | --                   |                      |                      |
| 2004-2005 | Molot Prikamie Perm    | Superliga | 8  | 0                | 0                | 0                | 6                | --               | -- | --                   | --                   | --                   |                      |                      |

### En équipe nationale
| Saison | Équipe        | Événement | PJ | B | A | Pts | Pun | Résultat          |
| ------ | ------------- | --------- | -- | - | - | --- | --- | ----------------- |
| 1991   | URSS junior   | CE        | 5  | 1 | 2 | 3   | 12  | Médaille d'argent |
| 1993   | Russie junior | CM Jr.    | 7  | 0 | 1 | 1   | 12  | Sixième place     |
| 1999   | Russie        | CM        | 6  | 0 | 0 | 0   | 10  | Cinquième place   |